# 291-ша артилерійська бригада (РФ)
291-ша артилерійська ордена Суворова бригада (291 АБр, в/ч 64670) — артилерійський підрозділ Збройних сил РФ. Входить до складу 58-ї загальновійськової армії Південного військового округу.

## Історія
Згідно розслідування команди ІнформНапалм, у 2017 році на озброєння бригади були поставлені важкі самохідні міномети 2С4 «Тюльпан» калібру 240 мм.

## Бойові операції

### Війна на сході України
14 липня 2014 року підрозділи бригади почали передислокацію з місця постійного базування у ст. Троїцькій республіки Інгушетія до Матвієво-Курганського району Ростовської області. Військовослужбовці 291-ї бригади Вадим Григорьєв (рос. Вадим Григорьев) та Іван Жеребцов (рос. Иван Жеребцов) опублікували у соцмережах 760-кілометровий маршрут переміщення, колони на марші, а також розгортання бойових частин бригади поряд з кордоном України.
Вже 23 липня 2014 року у власному акаунті в соцмережі військовослужбовець оприлюднює допис, в якому свідчить про обстріли території України.
Окрім свідчень Григорьєва та Жеребцова, з відкритих джерел були знайдені позиції артилерії 291-ї бригади, з яких вівся обстріл України, а також інші факти активності бригади на кордоні з Україною.
Військовослужбовці 291-ї бригади були представлені до бойових нагород.

### Громадянська війна в Сирії
У 2015 році з'єднання бригади брали участь у бойових діях в Сирії.

### Російське вторгнення в Україну 2022 року
У 2022 році бригада зайшла з окупованого Криму в Херсонську область, яку незабаром окупували російські війська. Згодом вела обстріл Миколаєва.

## Озброєння
Станом на 2017 рік:
- 8 од. БМ-27 «Ураган»
- 12 од. 203мм САУ 2С7М «Малка»

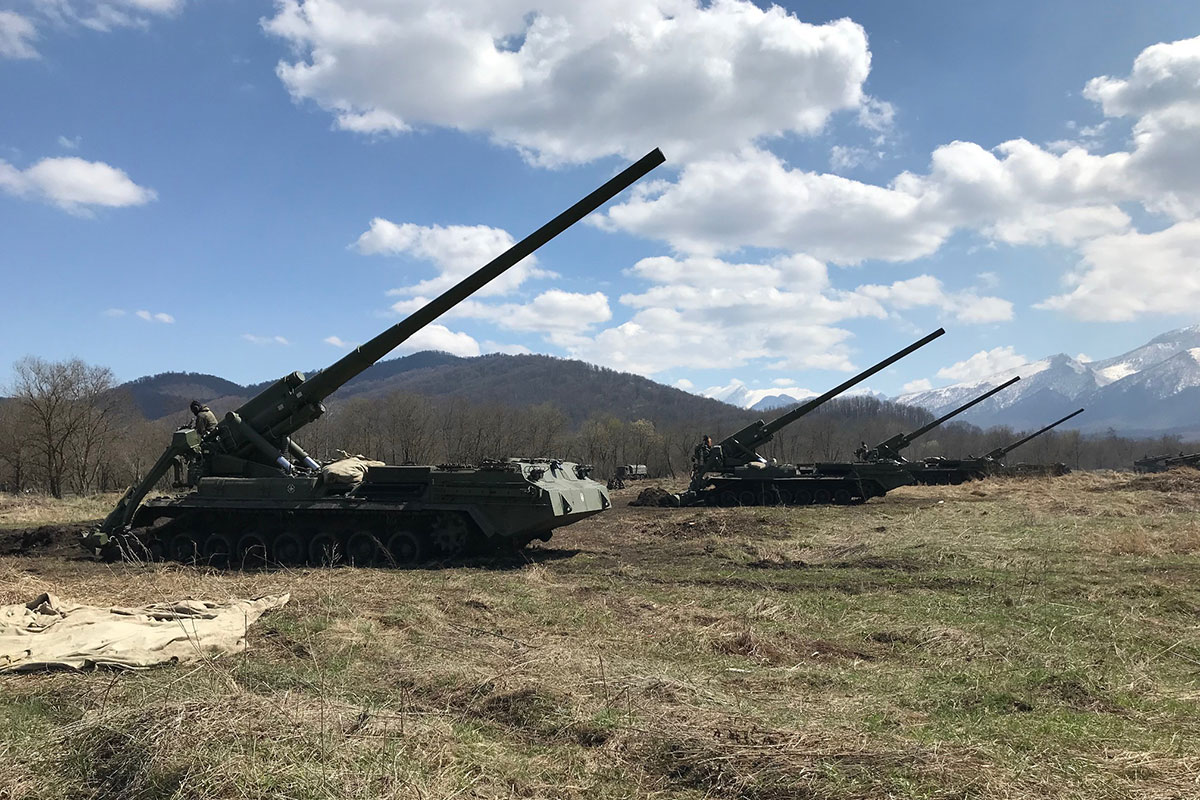
2С7М «Малка» 291-й бригади.

- 8 од. 240мм мінометів 2С4 «Тюльпан»
- 18 од. 152мм 2А65 «Мста-Б»
- 6 од. 100мм МТ-12 «Рапіра»
- 18 од. 9К123 «Хризантема-С»
- 3 од. ПРП-4М
- 2 од. «АЗК-7»

## Командування
- (???) Казаков Сергій В'ячеславович

## Галерея

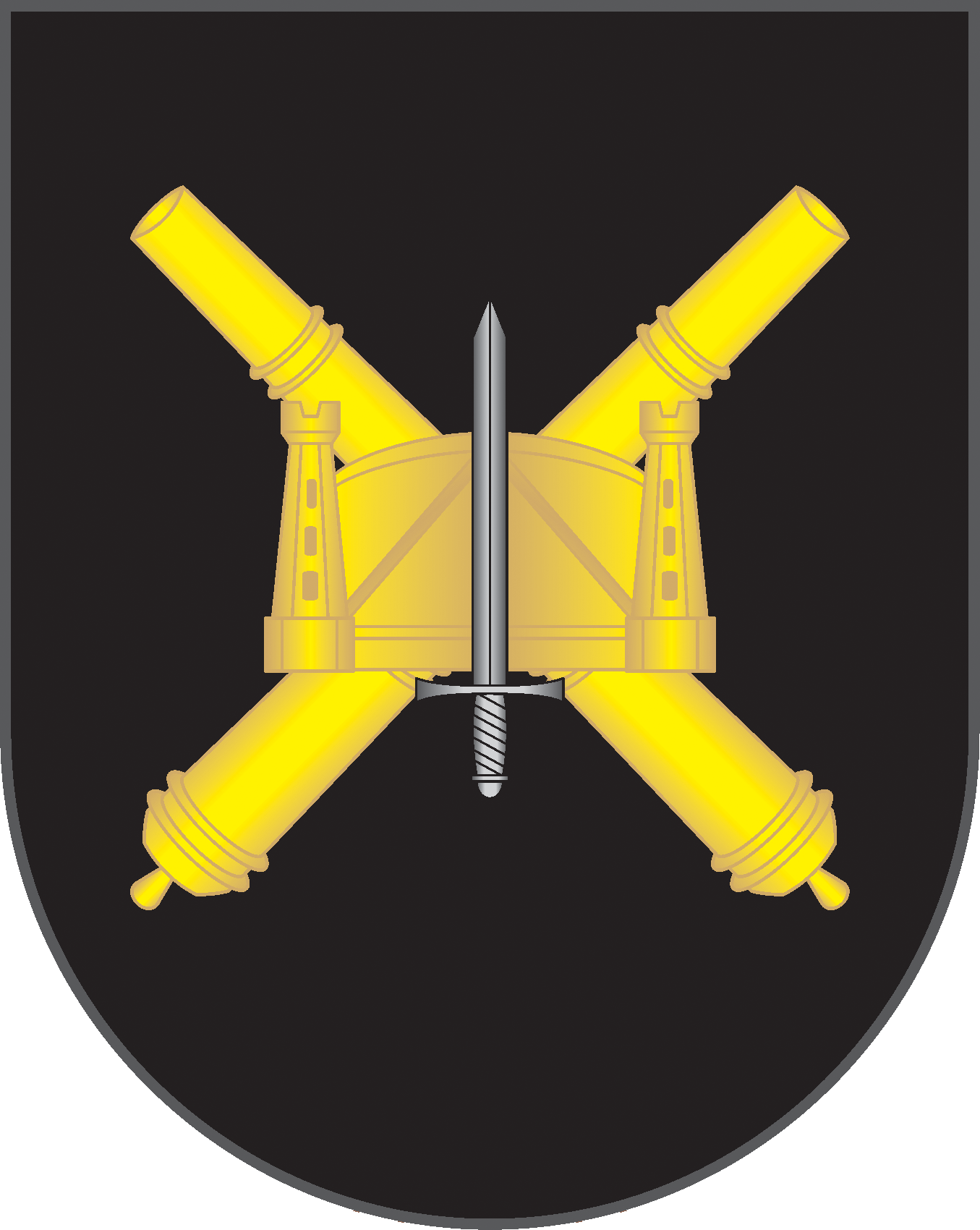
Емблема бригади
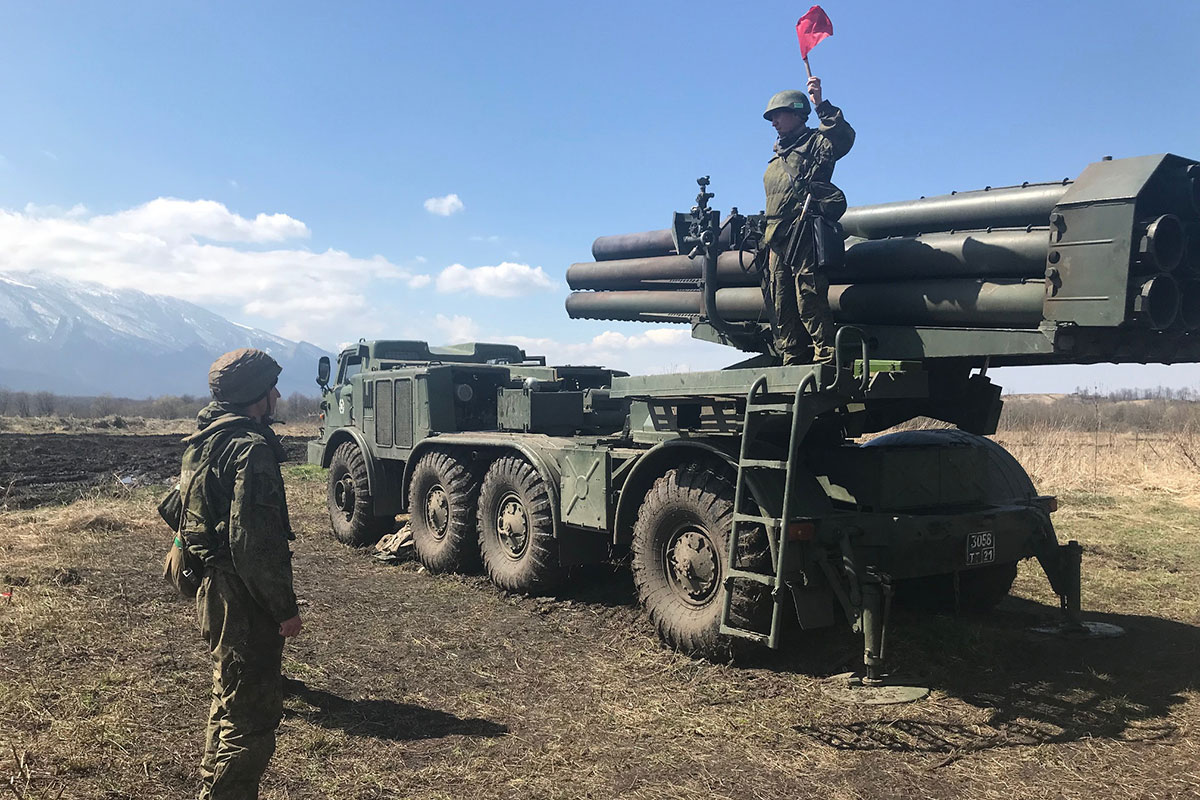
«Ураган» 291-й бригади

## Втрати
З відкритих джерел відомо про деякі втрати бригади під час вторгнення в Україну:
| п/п | Прізвище, ім'я, по-батькові                         | Звання       | Дата народження | Дата смерті |
| --- | --------------------------------------------------- | ------------ | --------------- | ----------- |
| 1.  | Євсєєв Олег Андрійович (рос. Евсеев Олег Андреевич) | підполковник | 25.04.1978      | 24.04.2022  |
| 2.  | Хаутієв Беслан (рос. Хаутиев Беслан)                |              | 1986            | 01.09.2022  |
| 3.  | Вишегуров Зелімхан (рос. Вышегуров Зелимхан)        |              | 1986            | 01.09.2022  |